# أسن

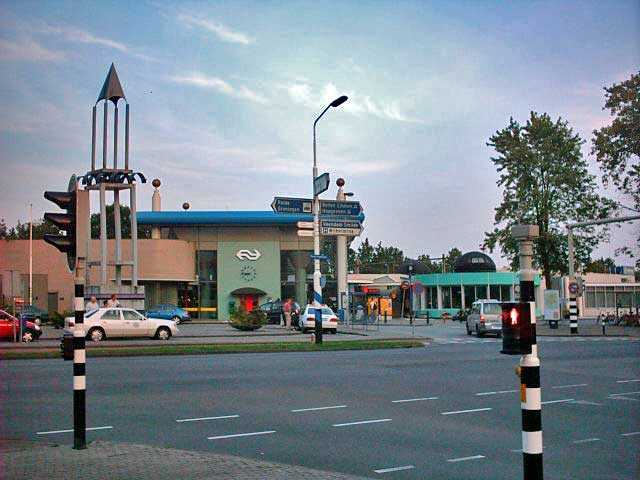

أسن Assen  (بالهولندية: ɑ.sənˈ) مدينة وبلدية هولندية تقع في الشمال الشرقي للبلاد، وهي عاصمة مقاطعة درينته.

## طوبوغرافيا
خريطة طوبوغرافية هولندية لبلدية أسن، 2013.

## معرض صور

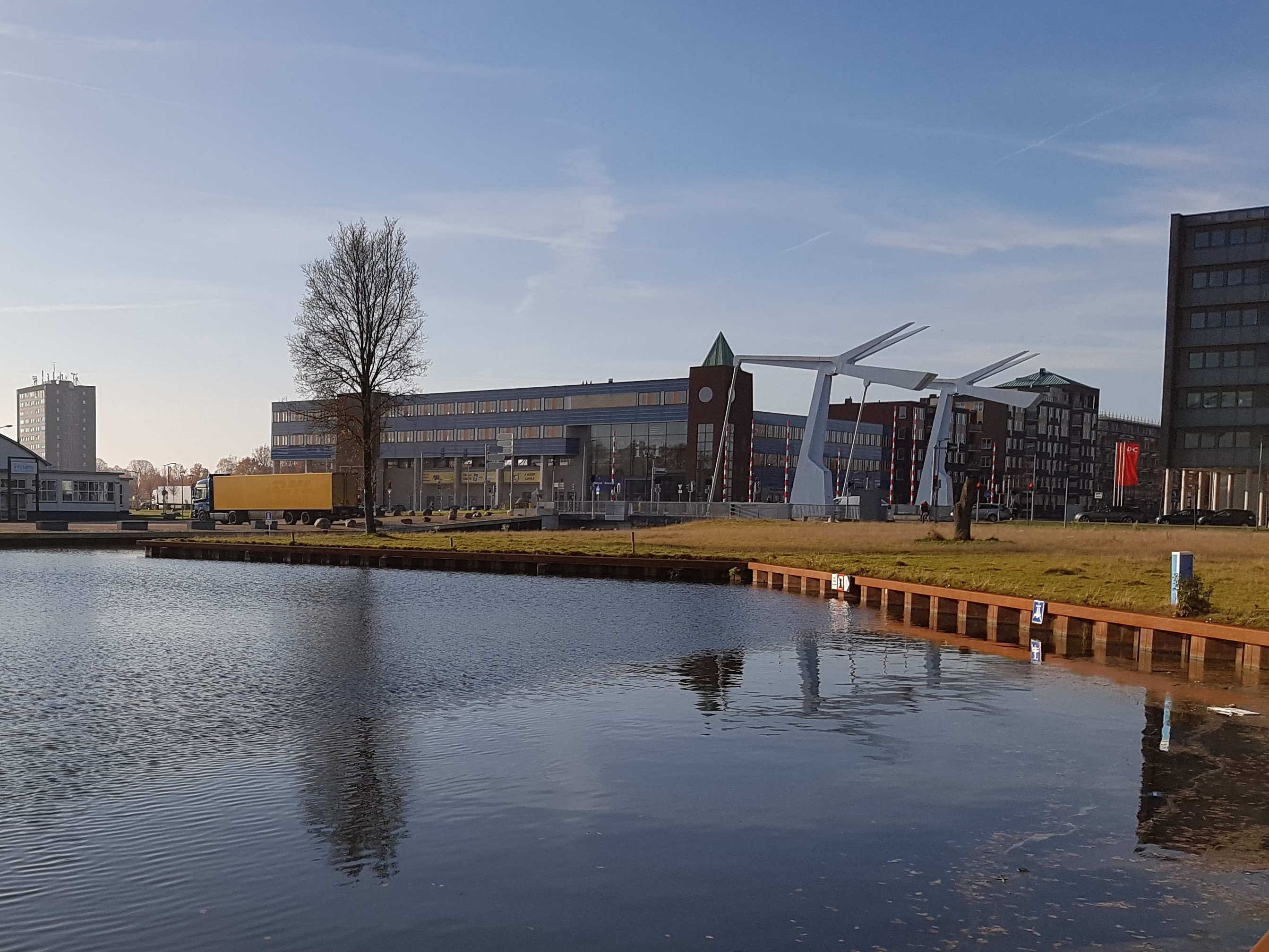
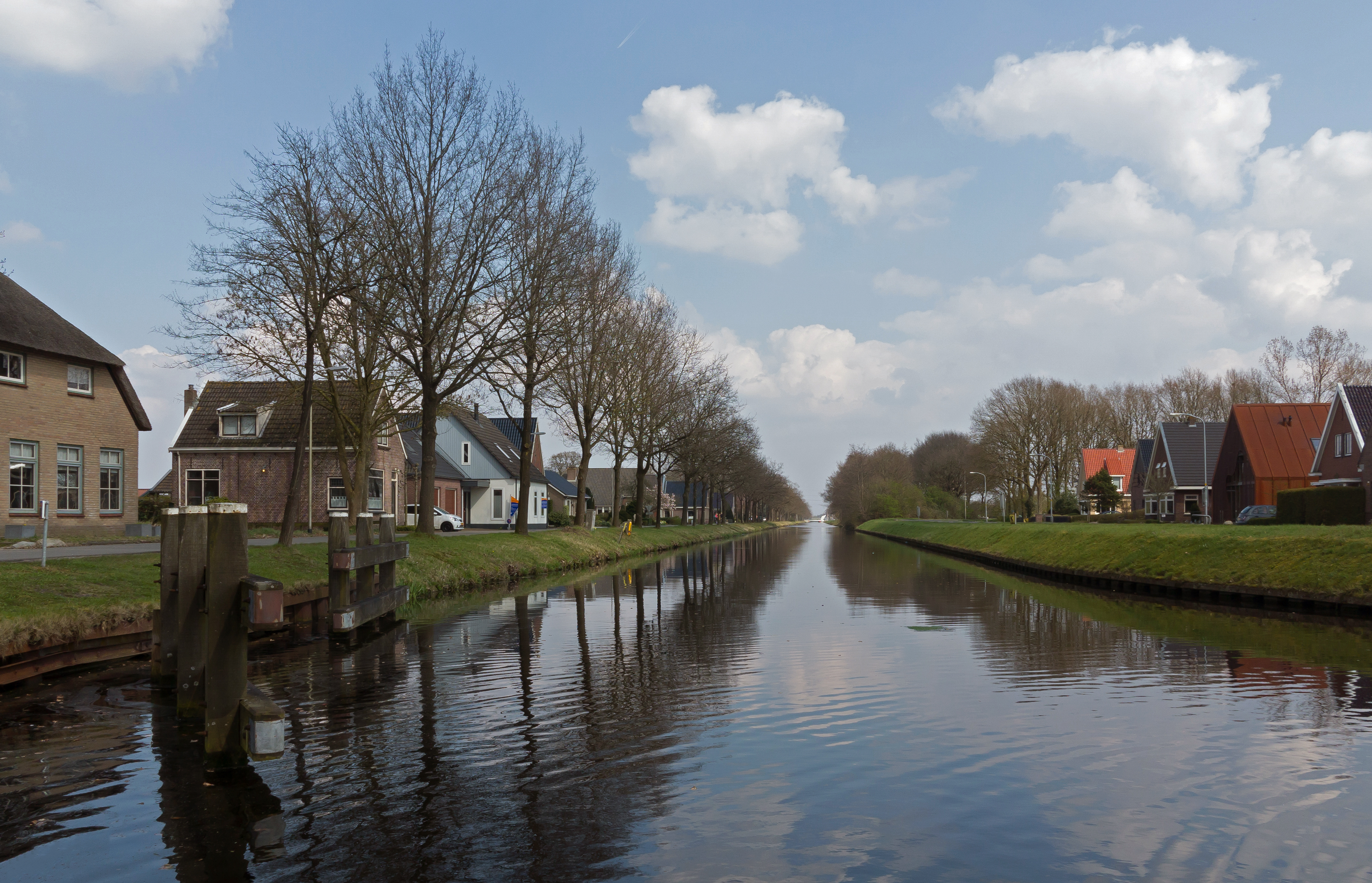
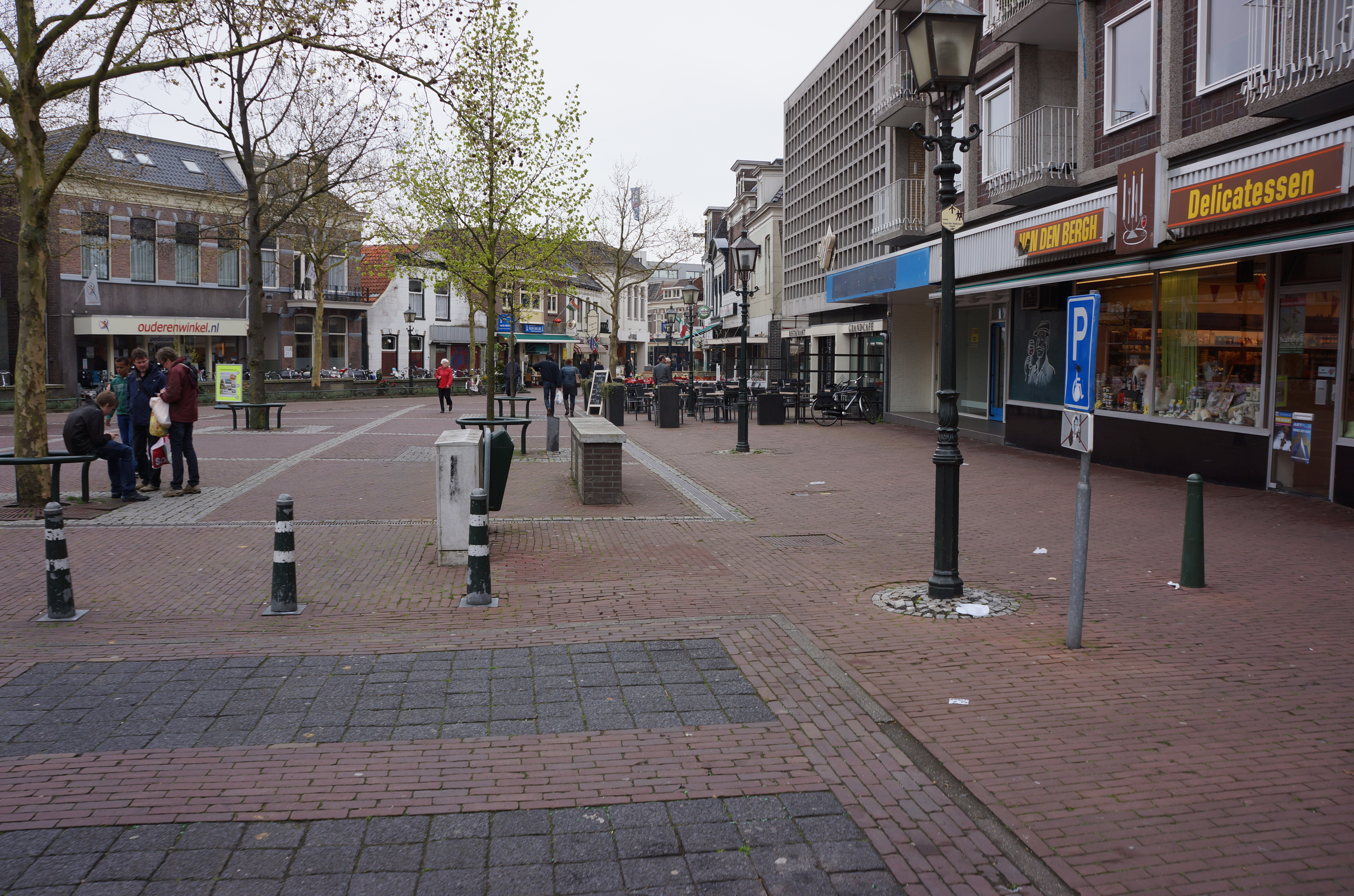

## توأمة
لأسن اتفاقيات توأمة مع كل من:
- بوزنان
- بادبنتهايم

## أعلام
- جوهانس البرتي
- آن دي فريس
- أليسيو بيريلي
- هيرما ماير
- يوهان بونتيكو
- هانز سبان